# Iglesia de San Juan Evangelista (Salgar)
La Iglesia de San Juan Evangelista es una iglesia católica colombiana bajo la advocación de Juan el Evangelista, en el municipio de Salgar, en Antioquia; que hace parte de la Diócesis de Jericó, específicamente de la Vicaría San Pablo de ésta.

## Reseña histórica
Salgar fue erigido en parroquia mediante decreto de monseñor Jesús María Rodríguez, obispo de Antioquia, en 1887, con Antonio María García como párroco, quien se encargó de edificar la primera capilla salgareña; la misma fue derribada por Francisco Idárraga, que construyó una nueva, además de la casa cural. Los planos de nueva iglesia fueron realizados en Medellín por el arquitecto Horacio Rodríguez, que los envió a Salgar; con tres naves, tiene planta en forma de cruz y estilo clásico neorrománico; y su construcción fue dirigida por Justiniano Miranda, quien fue sucedido por el Italiano Albano Germanetti, quien culminó las obras y se encargó de su decoración. Posteriormente, la fachada debió ser reconstruida debido a los daños ocasionadas en 1979 por un temblor de tierra.
Dentro de sus ornamentos se encuentra, en el altar marmoleo de estilo romano, una silla obispal de estilo renacentista que semeja un cóndor, cubierto con laminillas de oro.